# Europejskie Towarzystwo Astronomiczne
Europejskie Towarzystwo Astronomiczne (European Astronomical Society, EAS) zostało założone w 1990 roku. Celem Towarzystwa jest zapewnienie szerokiego forum dyskusjom i koordynacja działań towarzystw krajowych na szerszym, europejskim poziomie. Prezydentem Towarzystwa jest Thierry Courvoisier (Szwajcaria). Członkami Towarzystwa są poszczególni astronomowie głównie z krajów europejskich, także z Polski.